# Grote bosaardbei
De grote bosaardbei (Fragaria moschata) is een vaste plant die behoort tot rozenfamilie (Rosaceae). De soort staat op de Nederlandse Rode lijst van planten als zeer zeldzaam en zeer sterk afgenomen. De plant komt van nature voor in Midden-Europa. Deze plant is in Nederland wettelijk beschermd sinds 1 januari 2017 door de Wet Natuurbescherming. De grote bosaardbei is in het vegetatieve stadium moeilijk te onderscheiden van de bosaardbei (Fragaria vesca). 
De grote bosaardbei is een hexaploïd met 6n = 42 chromosomen.
De plant wordt 10-40 cm hoog. De bladeren zijn drietallig, handvormig samengesteld en de blaadjes hebben een gezaagde rand. De blaadjes zijn van boven dicht behaard.
De grote bosaardbei bloeit van mei tot juli met witte, 1,5-2,5 cm grote bloemen. De bloemen zijn merendeels eenslachtig en de planten zijn dikwijls tweehuizig, waardoor er vaak geen vruchten gevormd worden. De kelkbladen zijn niet aangedrukt. De haren op de bloemstelen zijn afstaand tot teruggeslagen.
De vrucht is een schijnvrucht en is smaller dan 1,5 cm. De dopvruchtjes (pitjes) liggen boven op de vrucht. De vrucht heeft aan de buitenkant een bruinrode of roze-violette kleur. Het vruchtvlees is wit.
De plant komt voor in loofbossen, vooral op buitenplaatsen, op vrij vochtige, matig voedselrijke grond.

## Verschil met de bosaardbei
De grote bosaardbei heeft meestal drieëntwintig tot zevenentwintig tanden per blaadje, terwijl de bosaardbei er vijftien tot drieëntwintig heeft. Ook heeft de grote bosaardbei afstaande tot teruggeslagen haren op de bloemstengel, die bij de bosaardbei naar boven zijn gericht. Veel onderscheidende kenmerken vertonen een overlap.
| Verschillen tussen grote bosaardbei en (kleine) bosaardbei | Verschillen tussen grote bosaardbei en (kleine) bosaardbei | Verschillen tussen grote bosaardbei en (kleine) bosaardbei |
| Kenmerken                                                  | Grote bosaardbei Fragaria moschata                         | Bosaardbei Fragaria vesca                                  |
| ---------------------------------------------------------- | ---------------------------------------------------------- | ---------------------------------------------------------- |
| Tanden per blaadje                                         | 23 - 27                                                    | 15 - 23                                                    |
| Haren op de bloemstengel                                   | afstaand tot teruggeslagen                                 | aangedrukt, rechtop tot afstaand                           |
| Lengte van de bloemstengel                                 | hoger dan het blad                                         | nauwelijks hoger dan het blad                              |
| Uitlopers                                                  | kort tot ontbrekend                                        | meestal lang                                               |
| Grootte van de bloemen                                     | (1,5-) 1,7 - 2,9 cm cm                                     | 1,0 - 1,6 (1,9) cm                                         |
| Aantal bloemen in bloeiwijze                               | (3) 7 -14 (24)                                             | (2) 3 - 6 (10)                                             |
| Plant grootte                                              | (10) 15 - 30 (35) cm                                       | 5 - 15 (23) cm                                             |

## Gebruik
Vóór de invoer van aardbeisoorten in de 17e en 18e eeuw uit Noord-Amerika werd in Europa de grote bosaardbei voor de consumptie geteeld. De vrucht heeft een muskusachtige geur en een pittige, aromatische smaak.